# 朱常溥
朱常溥（1604年—1606年），明神宗朱翊鈞第八子、母顺妃李氏。
朱常溥万历三十二年六月二十五日生，万历三十四年正月二十日病死，年仅三岁，追封為永思王。